# 스타니슬라우 셰스타크
스타니슬라프 셰스타크(슬로바키아어: Stanislav Šesták, 1982년 12월 16일 ~ )는 FK 뎀야타에서 활약하고 있는 슬로바키아의 축구 선수이다.

## 수상
MŠK 질리나
- 슬로바키아 수페르리가: 2003-04, 2006-07

페렌츠바로시
- 넴제티 버이녹샤그 I: 2015–16
- 마자르 쿠파: 2015–16